# Algirdas Sadkauskas
Algirdas Sadkauskas (* 3. Januar 1947 in Semeliškės, Rajongemeinde Trakai; † 13. Dezember 2013) war ein litauischer Politiker.

## Leben
1967 absolvierte er die Autoschule Vilnius und arbeitete als Chauffeur im Bauamt der  Melioration Trakai.  1971 absolvierte er das Technikum für Mechanisation der Landwirtschaft Ukmergė. Ab 1974 studierte er an der   Mechanik-Fakultät der LŽŪA in Kaunas. Von 1990 bis 1992 war er Deputat und Rajonverwalter von Trakai, von 1992 bis 1996 Mitglied im Seimas. 2013 arbeitete er als Direktor im Kommunalunternehmen in Elektrėnai.
Er war Mitglied der KPdSU, von 1990 bis 2001 Mitglied der LDDP. 
Er war verheiratet. Mit Frau Valerija hatte er einen Sohn und zwei Töchter.